# IC 2429
IC 2429 ist eine spiralförmige Zwerggalaxie vom Hubble-Typ Sb im Sternbild Krebs  auf der Ekliptik. Sie ist schätzungsweise 128 Millionen Lichtjahre von der Milchstraße entfernt und hat einen Durchmesser von etwa 15.000 Lj.
Das Objekt wurde am 24. März 1900 von Stéphane Javelle entdeckt.